# Raffaele Russo (politico)
Raffaele Russo (Sorrento, 8 dicembre 1932 – 18 dicembre 2024) è stato un politico e avvocato italiano.

## Biografia
Avvocato, già consigliere provinciale a Napoli e sindaco di Piano di Sorrento, è stato deputato nazionale della Democrazia Cristiana per quattro legislature (restando a Montecitorio dal 1979 al 1994) e sottosegretario di Stato alle Poste e telecomunicazioni nei governi Andreotti VI e VII (dal 1989 al 1992).